# Павло Орлович

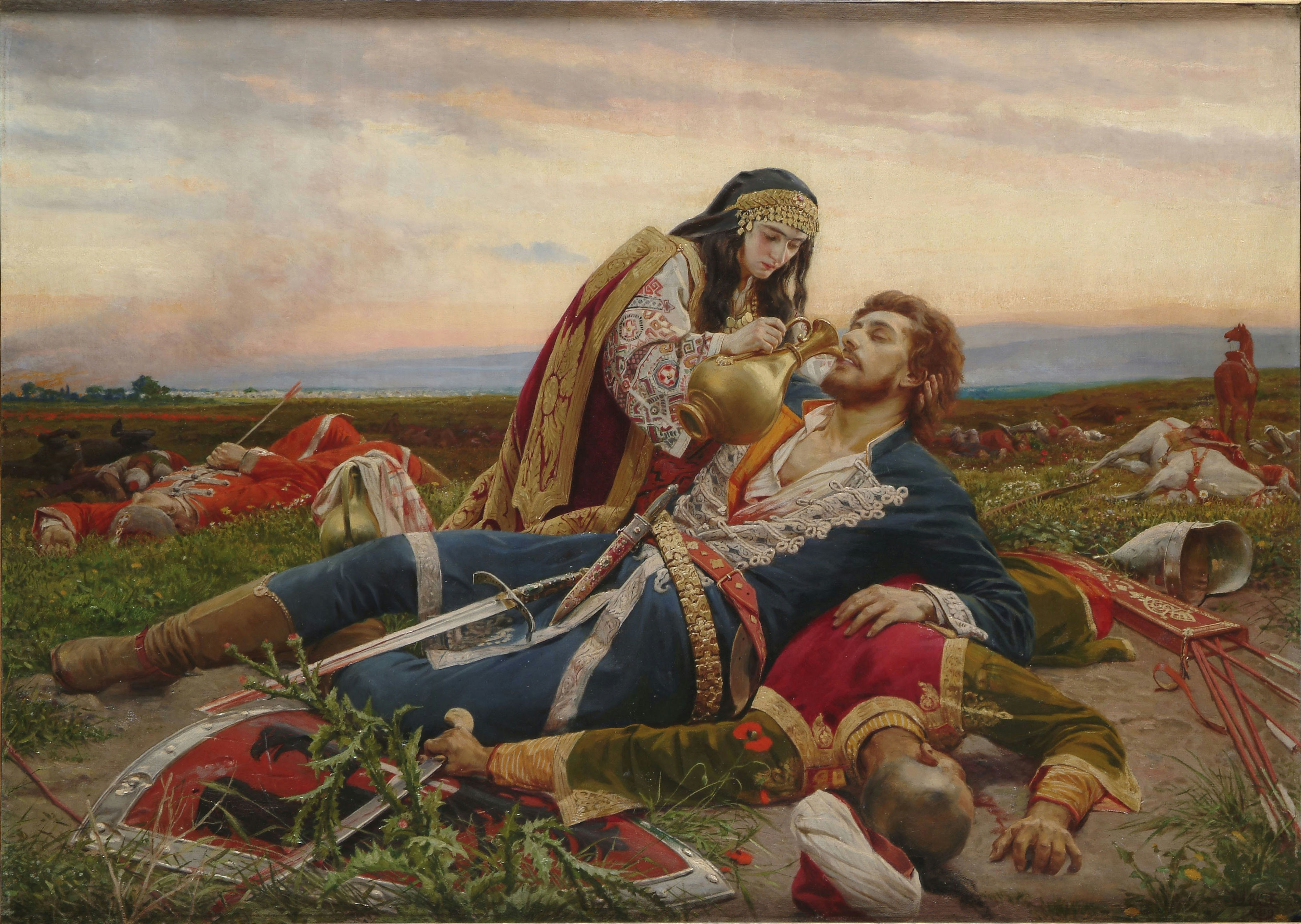
«Косівська дівчина» Уроша Предича

Павло Орлович (серб. Павле Орловић) — сербський герой Косовського циклу епічних народних пісень. Свідчень про нього в історичних джерелах немає. В народній пісні «Косівська дівчина» він вмирає після битви на Косовому полі 1389 року, від ран, отриманих під час битви.
Урош Предич зобразив його помираючим на своїй картині 1919 року «Косівська дівчина», а Пая Йованович на своїй монументальній композиції «Коронація короля Душана» 1900 року зобразив його нібито предка Гргура Орловича (серб. Гргур Орловић).

## Легенди про походження та життя
Відповідно до народних пісень, Павло був сином воєводи Вука, що правив Соко Градом поблизу Дрини, біля нинішнього міста Любовія. Сам Павло був воєводою фортеці Ново-Брдо, та керував володіннями батька на горі Рудник у Шумадії.